# والتر بائومگارتنر
والتر بائومگارتنر (آلمانی: Walter Baumgartner؛ ۱۶ نوامبر ۱۹۰۴ – ۳ اکتبر ۱۹۹۷) موسیقی‌دان و آهنگساز اهل سوئیس بود.
از فیلم‌ها یا مجموعه‌های تلویزیونی که وی در آن‌ها نقش داشته‌است، می‌توان به ایلسا، رئیس نابکار زندان، نامه‌های عاشقانه یک راهبه پرتغالی، دو خواهر شریر، زندان زنان و زنان زندانی بند ۹ اشاره نمود.